# Casa del Doctor Net
La casa del Doctor Net és una obra del municipi de Sant Boi de Llobregat (Baix Llobregat) inclosa en l'Inventari del Patrimoni Arquitectònic de Catalunya.

## Descripció
Es tracta d'una elegant construcció, en estat ruïnós, de planta baixa i pis, construïda en maó estucat simulant carreus de pedra. Els trets de personalitat d'aquesta casa són les dues finestres de la planta baixa, ja tapiades, d'una obertura de mida quasi igual a la porta d'entrada i la gran balconada de la primera planta, que travessa la façana de llarg a llarg marcant una enèrgica horitzontal a la meitat aproximada de l'alçada total de l'edifici. Com en la majoria de les edificacions de Sant Boi de finals del segle xix, les obertures de la planta baixa llueixen arcs rebaixats. Les tres portes d'accés al balcó conserven restes d'unes llindes decorades. La coberta és en forma de terrat i la barana és de pedra artificial. Els laminats de ferro estan en mal estat i un d'ells (finestra de planta baixa) desaparegut.

## Història
Aquesta casa se la va fer construir, al segle xix, el Dr. Net, metge conegut a Sant Boi. Curiosament va passar, a continuació, als doctors Borrell i Montal successivament, i és per això que se l'anomena «la Casa dels Metges». Resta abandonada i en un avançat estat ruïnós.